# KOJI TAMAKI MUSIC VIDEOS 1996-2013
『KOJI TAMAKI MUSIC VIDEOS 1996-2013』(コウジタマキ07わくせいツアー・ライブ)は玉置浩二のビデオ・クリップ集

## 解説
玉置にとしては、ソニーミュージック、ファンハウス在籍時としては初のビデオ・クリップ集となり、1996年の11thシングル「田園」から2013年の25thシングル｢サーチライト｣までのミュージック・ビデオが収録された。
安全地帯のライブ・ビデオ『安全地帯 ASIA TOUR 2013』との同時発売となっている。

## 収録曲
1. 田園
2. ルーキー
3. HAPPY BIRTHDAY〜愛が生まれた〜
4. このリズムで
5. しあわせのランプ
6. 愛されたいだけさ
7. プレゼント
8. Lion
9. 惑星
10. 純情
11. サーチライト
12. MR.LONELY (Short Ver.)
13. このリズムで (メイキング Short Ver.)
14. しあわせのランプ (メイキング Short Ver.)
15. Lion (メイキング Short Ver.)